# Mz5
Das Dateiformat .mz5 entstand innerhalb des ProteoWizard Projektes mit dem Ziel massenspektrometrische Daten platz- und zeiteffizienter zu speichern als dies bei XML basiertem Standards möglich ist. Daher verknüpft das mz5 Format die Effizienz des Hierarchical Data Format und verwendet die aus mzML bekannten Ontologien wieder. Dadurch ist auch das Speichern von sehr großen Datensätzen möglich. Lese- und Schreibgeschwindigkeiten nähern sich proprietären Datenformaten der Gerätehersteller an. Die starke Kompression des Dateiformats mittels Delta-Kodierung hat jedoch Inkompatibilitäten mit HDF5 Anzeigeprogrammen zur Folge und kann dadurch das selbstbeschreibende Potenzial von HDF5 nicht vollständig ausnutzen.